# Gymnothorax enigmaticus
Gymnothorax enigmaticus es una especie de pez de la familia de los morénidas en el orden de los Anguilliformes.

## Morfología
Los machos pueden llegar a alcanzar los 58 cm de longitud total.

## Distribución geográfica
Se encuentra desde el África Oriental y el Golfo de Adén hasta las Tuamotu e Islas Ryukyu.